# Дома Яковлевых (набережная Макарова)

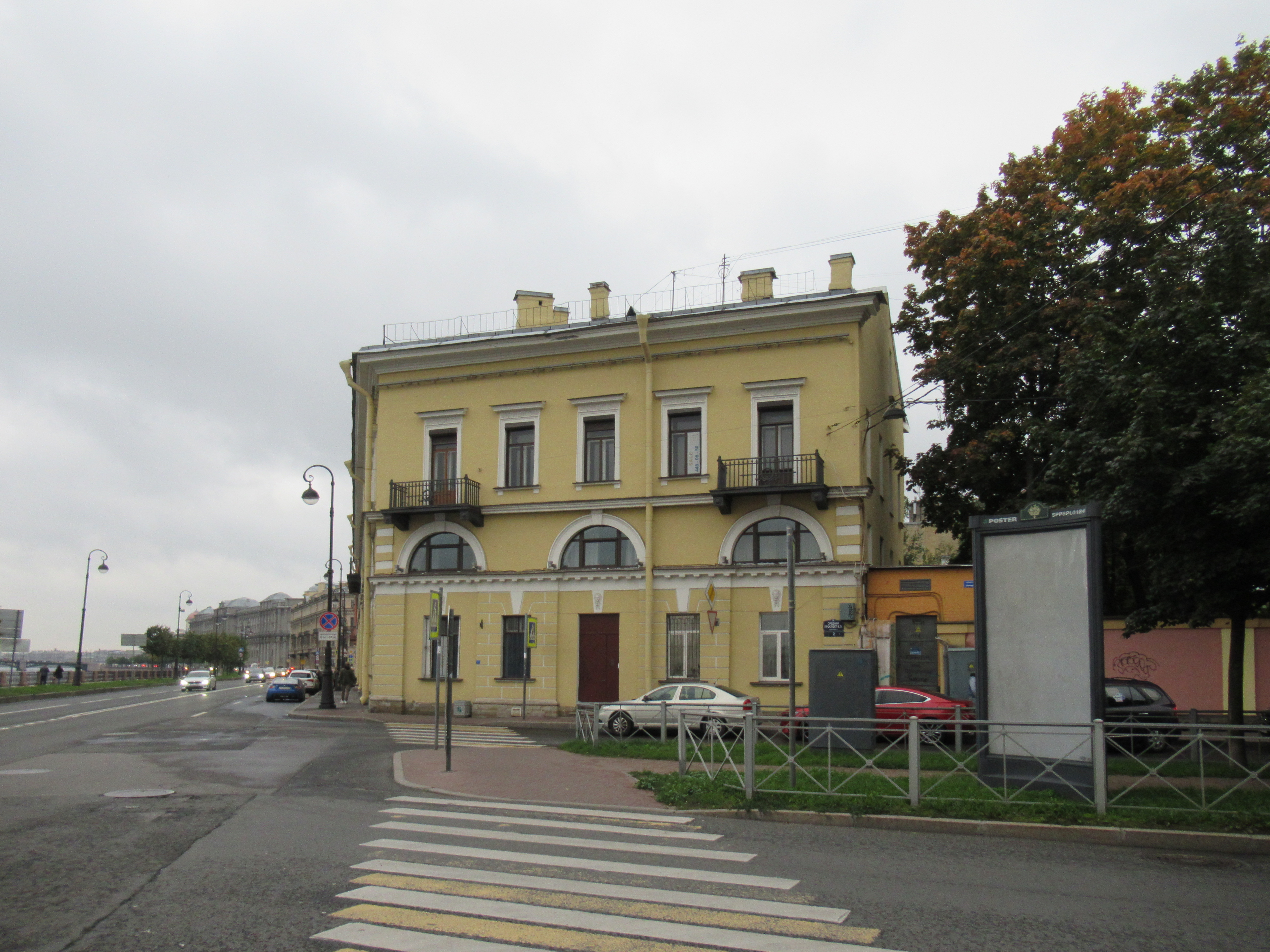
Вид торца дома со стороны Среднего проспекта

Дома Яковлевых — памятники архитектуры, два расположенных по соседству дома. Расположены в Санкт-Петербурге, современный адрес — набережная Макарова, 14, 16.
В 1760—1770 годы участком владел Савва Яковлев, далее — его наследники. Участок носил название «Биржевого»/«Сибирского двора» и был застроен складами, где хранили привезённые с Урала по воде железо и чугун. В 1784 году участок был разделён между четырьмя, а в 1797 году, после смерти вдовы Саввы Яковлевича — между тремя наследниками. В 1822 году угловой участок в 809,3 квадратных сажени получили дочери Сергея Савича, Любовь Сергеевна Сабир, Варвара Сергеевна Альбрехт и София Сергеевна Манзей, а средний, ближе к Волховскому переулку — Иван Михайлович Яковлев, причём на этих участках оставались склады, которым требовалось конторское здание. А. И. Мельников в 1822 году разработал планы двух зданий, хорошо сохранившихся до сих пор. Строительство шло в 1823—1826 годах.
Дома трёхэтажные, на первом находились лавки со входами с улицы, на невысоком втором этаже — конторы и кладовые, третий этаж был жилым, квартирным. Нижние этажи обработаны ложной аркадой, неглубокие широкие ниши завершаются полукруглыми окнами, простенки между нишами рустованы, стена в нише гладко отштукатурена. Вместо обычного для классического стиля треугольного фронтона возведён ступенчатый аттик. В угловом доме наследниц друг над другом расположены круглый, овальный и полуциркульный залы.
В 1824 году на участке Ивана Михайловича были построены одноэтажные каменные службы, над которыми позднее был создан второй этаж с преобразованием их во флигель. В 1856 году были построены другие каменные службы. На участке наследниц в 1826 году был построек двухэтажный кирпичный сарай для хранения железа; в 1840 году для этих целей был построен Л. Я. Тибленом иной каменный сарай, а постройка стала флигелем с конюшнями на первом этаже, расширенным по проекту А. Бруни в 1878 году.
В 1874 году в доме жил И. И. Шишкин.
После 1918 года национализированный дом был занят коммунальными квартирами.
С 1950-х годов в доме 16/2, надстроенном вторым и третьим этажами, (склад-сарай) была швейная фабрика, построившая вокруг территории кирпичную ограду, с 1970-х годов — экспериментальный цех Дома моделей объединения «Ленинградодежда» (сейчас — АОЗТ «Невский стиль»).
На доме расположена «мемориальная» доска, гласящая, что «Иосиф Бродский имеет к этому месту какое-то отношение», созданная в рекламных целях, без связи с действительными фактами из жизни поэта.